# Cool Without You
Cool Without You is een nummer van de Nederlandse rockband DI-RECT uit 2005. Het is de tweede single van hun derde studioalbum All Systems Go!.
Het nummer, waarvan de videoclip is opgenomen in een Arnhemse parkeergarage, gaat over een verloren liefde. Het werd een grote hit in Nederland, waar het de 4e positie behaalde in de Top 40.